# 베르체티 레귤러

베르체티 레귤러

베르체티 레귤러(Vercetti Regular), 또는 베르체티(Vercetti)는 무료 로마자 산세리프 글꼴이다(프리웨어). 상업 프로젝트 및 개인 프로젝트에 모두 사용할 수 있다. 이 글꼴은 2022년 라이선스 아미칼(Licence Amicale)에 따라 공개되었으며, 이는 사람들이 글꼴 파일을 친구나 동료와 공유할 수 있도록 한다.
베르체티 레귤러는 인간중심적이고 기하학적인 디자인 요소에서 영감을 받았다. 그래픽 디자이너들은 베르체티를 만들 때 이전 오픈 소스 글꼴인 MgOpen Moderna에서의 원칙을 사용했다.
이 글꼴에는 숫자, 기호, 문장 부호 및 강세를 포함한 326개의 글리프가 있다. 이는 라틴 알파벳을 사용하는 유럽의 모든 언어에 사용할 수 있음을 의미한다. 웹디자인에 최적화된 글꼴이다. 다음 파일 형식으로 다운로드할 수 있다: 오픈타입, 트루타입, 웹 오픈 폰트 형식.

## 같이 보기
- 에어리얼
- 로마자 글꼴
- 컴퓨터 글꼴
- 헬베티카
- 버다나